# Free (песня Florence and the Machine)
«Free» (с англ. — «Свободна») — песня британской инди-рок-группы Florence and the Machine. Она была выпущена 20 апреля 2022 года на лейбле Polydor Records в качестве третьего сингла из пятого студийного альбома группы Dance Fever (2022). Песня была написана и спродюсирована Флоренс Уэлч и Джеком Антоноффом. Она выдержана в жанре поп-рок и лирически обсуждает проблемы певицы с тревогой и травмами. По словам Флоренс, «Free» была последний песней, которую она написала перед первым локдауном из-за пандемии COVID-19.
Видеоклип на песню, снятый американским режиссером Отумн де Уайлд, был снят в Киеве, Украина, в ноябре 2021 года и выпущен 20 апреля 2022 года. Главную роль в нём сыграл британский актер Билл Найи, по сюжету изображающий тревогу певицы, также они вместе показывают эмоции, о которых говорится в песне. Видеоклип получил положительные отзывы от критиков, которые высоко оценили сюжетную линию.

## Предыстория и релиз
Во время интервью Apple Music Уэлч описала процесс создания песни: «По иронии судьбы, «Free» была последней песней, которую я написала перед первым локдауном [...] Это песня о моей тревоге и о том, как я её переживаю, и это ощущение, что это просто что-то, что было со мной всю мою жизнь, даже когда моя жизнь стабилизируется... когда я играю, сочиняю музыку или нахожусь в потоке творчества, тревога уходит, так что на протяжении всей песни тревога как бы тянется, а потом я убираю её с дороги, начинаю танцевать и чувствую себя свободной». Премьера песни состоялась на BBC Radio 1 21 апреля 2022 года.
Сингл был выпущен на звукозаписывающем лейбле группы Polydor Records в цифровом формате 20 апреля 2022 года. В продажу также поступил ремикс, сделанный американским диджеем The Blessed Madonna.

## Восприятие
После выпуска песня удостоилась высоких оценок от музыкальных критиков и была названа своеобразным гимном, Эмма Санчес из журнала Varience похвалила трек за то, что он вызывает «волнующее» ощущение.

## Видеоклип
Музыкальное видео на песню было снято американским режиссёром Отумн де Уайлд и выпущено 20 апреля 2022 года на официальном YouTube-канале группы. Он был снят 18 ноября 2021 года в Киеве, столице Украины. Хореографию поставил Райан Хеффингтон, который также танцует в видеоклипе.
За украинское народное творчество, которое можно увидеть в клипе, отвечала Катерина Коновалова, а художником-постановщиком выступил Владимир Радлинский. Поскольку релиз совпал с вторжением России в Украину в 2022 году, Уэлч посвятила видеоклип на песню украинскому народу.

## Живые выступления
Песня была исполнена группой вживую во время разогревающего концерта в Нью-Йорке. 20 мая 2022 года группа появилась на шоу The One Show на BBC One, где исполнила «Free». В том же месяце они также выступили с песней по телевидению на шоу Audacy Live. 3 июня 2022 года группа выступила на Sirius XM, где исполнила эту песню вместе с другим синглом «My Love». 18 июня 2022 года песня была исполнена на шоу Later with Jools Holland.

## Чарты
| Чарты (2022–2023)                            | Высшая позиция |
| -------------------------------------------- | -------------- |
| Канада (Billboard Rock)                      | 16             |
| Ирландия (IRMA)                              | 66             |
| Великобритания (UK Singles Sales)            | 66             |
| США (Billboard Hot Rock & Alternative Songs) | 27             |